# Università di Ginevra
L'Università di Ginevra - originariamente chiamata "Accademia di Ginevra" - è stata fondata nel 1559 sotto l'influenza di Giovanni Calvino.

## Storia
Calvino credeva che uno dei bisogni più grandi della Riforma protestante fosse avere un'istituzione educativa che preparasse non solo predicatori dell'Evangelo, ma uomini e donne che potessero prendere posto responsabilmente in quanto cristiani in ogni sfera della vita pubblica.
Influenzato dall'esempio di Martin Bucero e di Johannes Sturm a Strasburgo, egli desiderava estendere la scuola pubblica (stabilita nel 1537) fino a coprire l'intero corso dell'istruzione. Riuscì a realizzarlo nel 1559, quando Beza ne divenne il primo rettore, accompagnato da altri tre professori.
Il controllo di questa istituzione era esercitato dalle autorità sia ecclesiastiche che civili, sebbene la legge di base emanasse dalla mente stessa di Giovanni Calvino. Un'importante caratteristica dell'Accademia è l'enfasi posta sull'uso del francese, e non solo del latino, com'era comune nelle scuole di quel tempo.
Le scienze della fisica e della matematica divennero pure parte del curriculum standard. Nella facoltà di teologia, gli studi biblici sono fondamentali, sebbene molta attenzione è pure data alla predicazione.
Dall'Accademia, negli anni seguenti alla sua fondazione, uscirono molti che furono poi leader della Riforma in molti paesi come Francia, Ungheria, Paesi Bassi, Inghilterra e Scozia, dove promossero la tradizione calvinista.
L'antica Accademia di Ginevra corrisponde oggi all'Università di Ginevra.